# A1GP Powered by Ferrari
O A1GP Powered by Ferrari é carro de competição monolugar projetado para competir no A1 Grand Prix . O chassi é baseado na Ferrari F2004, utilizado na Fórmula 1 em 2004. . É feito em fibra de carbono e alumínio e testado para atender a todos os padrões de segurança de colisão da FIA . Apenas 23 carros foram produzidos.

## História
Em 11 de outubro de 2007, a A1GP e a Ferrari anunciaram uma colaboração de seis anos na nova geração de carros para a categoria. O novo carro foi uma modificação da Ferrari F2004 com um motor Ferrari V8, produzindo 600 cv. O carro foi revelado oficialmente no sul da Inglaterra, e conduzido pela primeira vez por John Watson em um evento inaugural em maio de 2008. A Michelin forneceu os pneus para o novo carro.
O carro foi desenvolvido e testado ao longo de mais de 5.600 km no Mugello, Fiorano, Imola, Circuito Guadix, Silverstone, Donington Park, Paul Ricard e Magny-Cours . Andrea Bertolini foi o piloto de testes, mas os testes também foram feitos por Marc Gené, Patrick Friesacher, Jonny Kane e Danny Watts durante as sessões no Silverstone .
Em 22 de julho de 2008, foram reveladas informações sobre o então novo carro.
De 2 a 3 de agosto de 2008, a primeira apresentação pública deste carro foi realizada no TT Circuit Assen com o ex-piloto da A1 Team Países Baixos, Renger van der Zande . Duas semanas depois, o carro foi apresentado em Rotterdam durante o Bavaria City Racing Festival . O carro da A1 Team Países Baixos era dirigido por Carlo van Dam .
Os testes de pré-temporada do novo carro ocorreram em fins de semana consecutivos em setembro em Donington Park, Mugello e Snetterton .
Foi usado apenas na temporada 2008-2009, pois a temporada seguinte foi cancelada.
Em maio de 2015, o grupo sul-africano AFRIX Motorsport anunciou que adquiriu os 21 A1GP powered by Ferrari restantes, junto de seus pneus e peças de reposição, porém sem seus sistema eletrônicos e volantes. A AFRIX declarou que os tem como intenção a criação de uma categoria monomarca que correria na África do Sul durante o verão no hemisfério sul.

## Design

### Motor
O motor foi desenvolvido e construído pela Ferrari. O motor é o Ferrari-Maserati F136, 4.5l V8, com capacidade de desenvolver 600hp (no modo PowerBoost). O motor pesava 160kg, 40kg a mais que o motor utilizado no Lola B05/52, utilizado anteriormente na categoria.

#### Dados Gerais
- Modelo: Ferrari-Maserati F136
- Cilindrada: 4.500cc (4.5L)
- Configuração: V8 90º
- Comprimento: 666.5mm (66 cm)
- Altura: 446mm (44 cm)
- Largura: 569mm (56 cm)
- Peso: 160kg
- Bloco: Alumínio
- Cabeçote: Alumínio
- Válvulas: 32 válvulas (4 por cilindro), OHC
- Controlador Eletrônico: Bosch MED 9.6
- Injeção: Direta
- Velas: NGK
- Combustível: Shell E10

#### Desempenho
- Potência: 600hp (450 kW), no modo PowerBoost
- Torque: 406 lbf/ft (550 NM)

### PowerBoost
O PowerBoost serve para dar um aumento temporário de potência ao motor, via mudança dos parâmetros eletrônicos do motor, sendo acionado por um botão no volante. O PowerBoost aumenta a potência do motor do carro de 540hp (400 kW) para 600hp (450 kW) por uma quantidade limitada de tempo. Apesar da quantidade de PowerBoosts continuar a mesma, uma nova regra autorizou o uso do artifício nas sessões de qualificações.

### Pneus e Rodas
A Michelin foi a fornecedora oficial dos pneus para a categoria durante a temporada 2008-09. As rodas eram supridas pela OZ Racing.

## Ver Também
- Lola B05/52